# 葫芦科白粉菌
葫芦科白粉菌（学名：Erysiphe cucurbitacearum）是属于白粉菌目白粉菌科白粉菌属的一种真菌，寄生在葫芦科植物上。该种分布于中国等地。